# Кривавий суд (ресторан)
«Кривавий суд» (нім. Blutgericht) — історичний ресторан для гурманів в Кенігсберзі, який розміщувався в підвальних приміщеннях північного крила замку Кенігсберг і функціонував до 1945 року. Походження назви точно невідоме, але, ймовірно, походить від середньовічної традиції проведення кривавих судів над послідовниками лютеранства.

## Історія
В результаті Зальцбурзького еміграційного едикту 1731 року, представник протестантизму Давид Шиндельмайсер був виселений зі свого будинку в Зальцбурзі й оселився в Кенігсберзі. У 1738 році він заснував у місцевому замку винний бар, який охоче почали відвідувати жителі Кенігсберга, студенти й особливо гості міста.
Щоб потрапити у винний бар, відвідувачам у дворі замку потрібно було увійти в невеликій непомітний підвальний вхід під м'юзом (від англ. mews — стайні), над яким був прикріплений козирок. Стіни і стелі ресторану були оформлені у вигляді широких циліндричних склепінь. Печери підземних лабіринтів і катакомб мали власні назви, що нагадують середньовічні катівні: «Камера сорому», «В'язниця», «Великий дзвін», «Іспанська голка» тощо. Неповторний шарм винного бару полягав не тільки в прохолодній і вологій підвальній атмосфері та габаритних дерев'яних меблях, але і в деталях інтер'єру, що включав, зокрема: ковані залізні люстри у формі коліс, великі різьблені бочки біля задньої стіни і моделі старих ганзейських когів під стелею. Офіціанти були одягнені в «крупш» — історично стилізований одяг, що зовні нагадував робочий одяг бондарів у винних погребах (сині теплі светри й шкіряні фартухи).
Гостями ресторану були: Е. T. A. Гофман, Ріхард Вагнер, Ловіс Корінт, Фелікс Дан, Томас Манн, Йоахім Рінгельнац, Пауль Вегенер, Генріх Ґеорге, Фріц Сковроннек, Ернст фон Вольцоген, Фелікс фон Люкнер, Генріх Прусський і Густав Штреземан.
Пізніше винний бар був розширений до ресторану. Широку популярність здобули фірмові страви ресторану — кенігсберзькі клопси і хляки. Розвагою для гостей було ще й те, що на верхньому поверсі будівлі засідав Верховний земельний суд Кенігсберга.
Ресторан «Кривавий суд» був не єдиним таким місцем, також не менш відомими і популярними були «Погріб Ауербаха» в Лейпцигу і «Погріб Швайднітцера» у Вроцлаві.
Ресторан продовжував працювати до квітня 1945 року. Після захоплення Червоною армією міста Кенігсберга підвальні приміщення і склепіння ресторану були підірвані. А в 1969 році знесені з іншою частиною замку.
У 1949 році газета повідомила, що спадкоємці сім'ї Шиндельмайсера планують відкрити схожий ресторан під тією ж назвою у Франкфурті-на-Майні. Чи було це реалізовано і як довго цей новий проект проіснував, невідомо.

## Згадки
У 1970-ті роки Зігфрід Шиндельмайсер (нім. Siegfried Schindelmeiser, 1901—1986), який входив до Студентської корпорації «Corps Baltia Königsberg» Кенігсберзького університету, написав римовані рядки про Кенігсберг, де у двох куплетах згадуються молодіжні зустрічі у підвальних приміщеннях замку Кенігсберг.

Оригінальний текст (нім.)
Doch im Schloß im kühlen Keller
 Fließt ein edler Rebensaft;
 Und die Herzen schlagen schneller,
 Zecht dort alte Bruderschaft:
 Offene Gespräche schlingen
 Ihren Kranz um einst und jetzt
 Und zu immer neuen Dingen
 Wird der Geist im Flug versetzt:

Burschenehre, Schlägerklänge,
 Edle Pferde, heller Strand;
 Mädchenlachen, Festgedränge,
 Ernste Arbeit, Vaterland!
 Und der Wein verdrängt die Jahre,
 Und beredt die Lippe spricht:
 „Trinken bleibt das einzig Wahre!
 Bringt ein Hoch dem Blutgericht!“
Свій текст Зігфрід Шиндельмайсер пропонував виконувати на мелодію однієї з двох студентських пісень «Heidelberg Du Jugendbronnen» або «Nicht der Pflicht nur zu genügen».

## Галерея

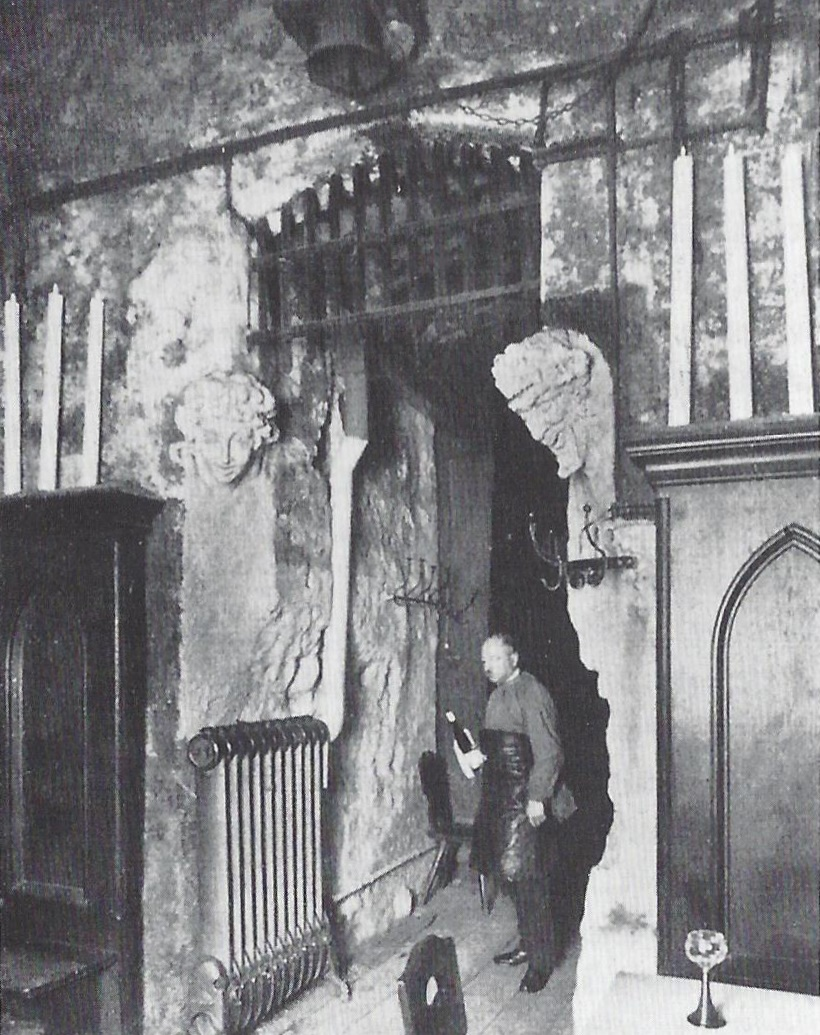
Офіціант, одягнений у крупш
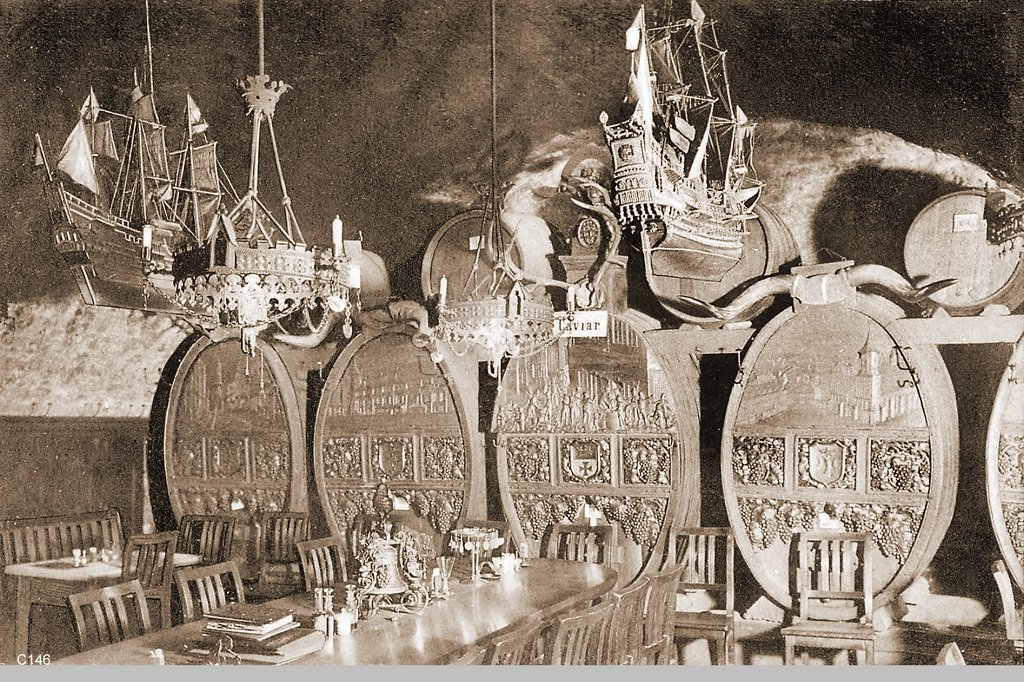
Декоративні бочки і коги
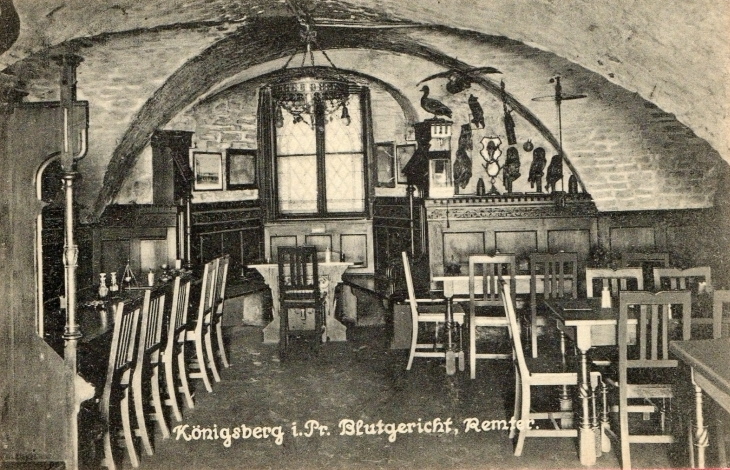
Склепіння стелі ресторану
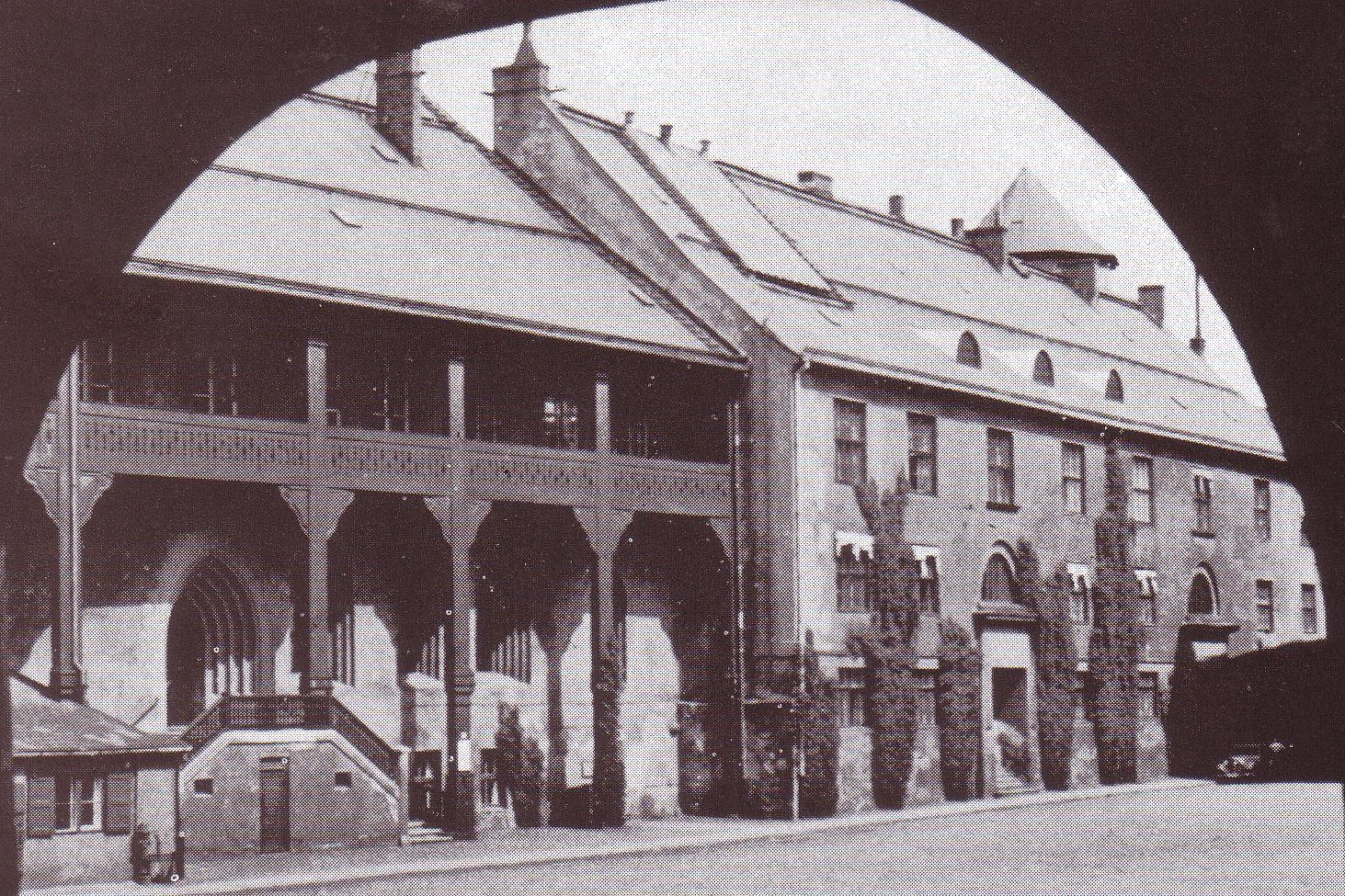
Внутрішній двір замку Кенігсберг
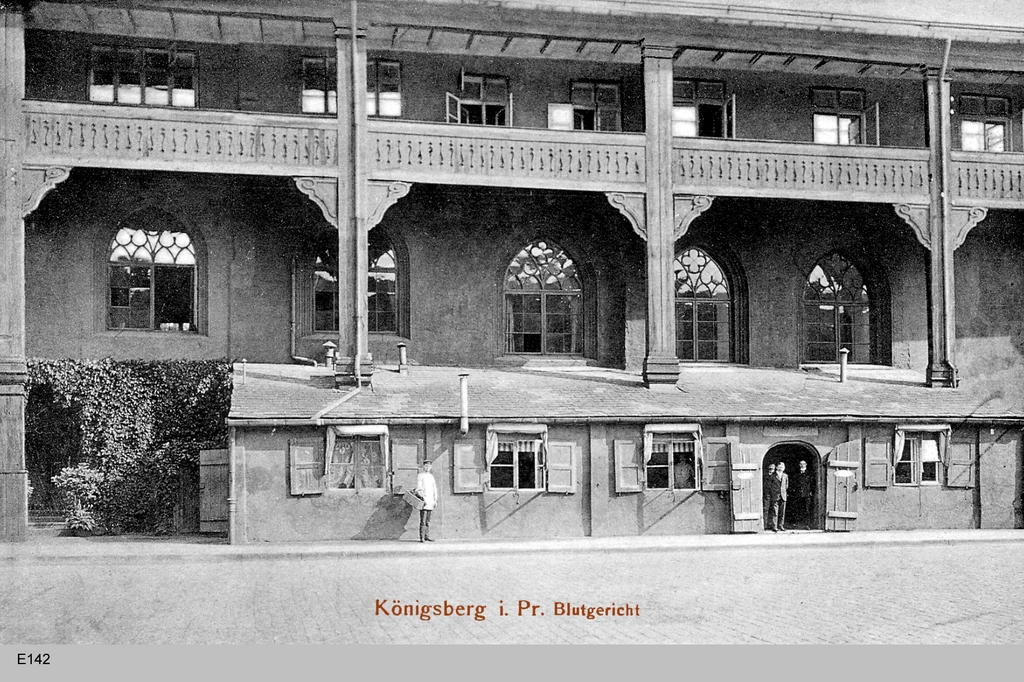
Фасад ресторану
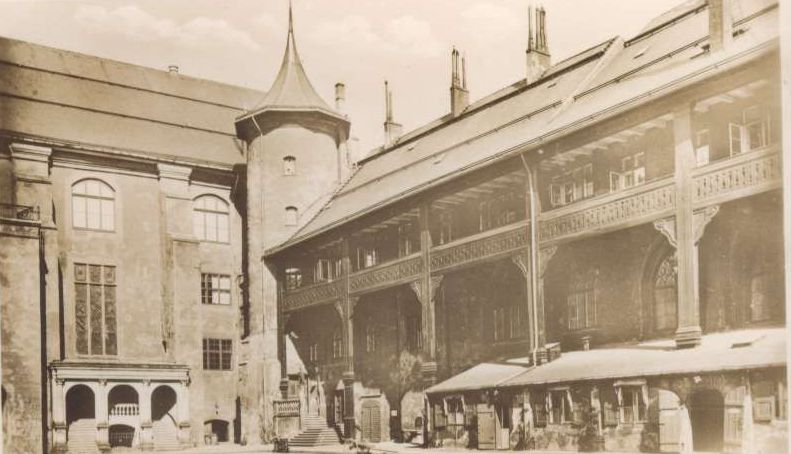
Загальний вигляд: ресторан і внутрішній двір замку